# ژاندارمری فرانسه
ژاندارمری یا ژاندارمری ملی (به فرانسوی: Gendarmerie nationale؛ تلفظ: [ʒɑ̃daʁməʁi nɑsjɔnal])، از نهادهای انتظامی کشور فرانسه است. این نهاد جزئی از نیروهای مسلح فرانسه و وزارت کشور فرانسه است. تا سال ۲۰۱۱ تعداد کارمندان ژاندرمری فرانسه به ۹۸٬۱۵۵ نفر می‌رسید.
ژاندارمری فرانسه هم دارای نیروی پلیس بوده و هم یگان‌های ویژه دارد.

## پیوند
- وب‌گاه ژاندرمری (به انگلیسی)
- وب‌گاه ژاندرمی (به فرانسوی)